# Scheepswerf Jonker & Stans

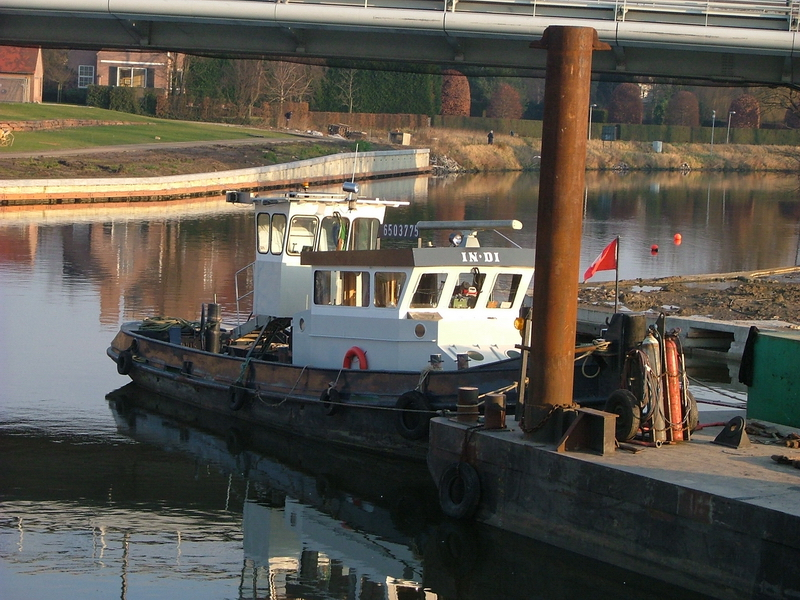
Een door Jonker & Stans gebouwde sleepboot

Scheepswerf Jonker & Stans werd formeel gevestigd op 26 augustus 1901 te Hendrik-Ido-Ambacht als V.O.F. Scheepswerf en Gashouderbouw Jonker en Stans met als oprichters Klaas Leendert Jonker (1863-1922) en Willem Stans (1856-1923), beiden scheepsbouwmeester. De werfactiviteiten betroffen vooral cascobouw en afbouw. Daarnaast was, zoals de naamgeving al aangeeft, de bouw van Gashouder met daarnaast aanverwant constructiewerk als tanks en reservoirs een tweede pijler. De eerste gashouder werd in 1902 geleverd, de productie hiervan liep door tot circa 1960. Het bedrijf kende al snel een behoorlijke omvang, in 1908 werkten er 150 personen. De werf was gespecialiseerd in sleepboten, maar er werden ook veel binnenschepen en zeeschepen gebouwd. De onderneming werd daarmee de grootste scheepswerf aan de Noord. Om het hoofd te kunnen bieden aan de concurrentie verschoof de specialisatie na de Tweede Wereldoorlog naar reparatie en de bouw van zeer gespecialiseerde schepen en kleine booreilanden. In 1970 volgde nog de aanleg van een nieuwe helling. Desondanks werd het eind jaren zeventig noodzakelijk samen te gaan werken met andere werven. Maar uiteindelijk ging de scheepswerf in 1985 alsnog failliet. 

## Bouwnummers
| Nummer | Naam                 | Bouwjaar | Type        | Opdrachtgever                    |
| ------ | -------------------- | -------- | ----------- | -------------------------------- |
| 21     |                      |          | Stoomsloep  |                                  |
| 38     | De Diligence         |          |             |                                  |
| 39     | De Sunfish           |          |             |                                  |
| 41     | De Sunbird           |          |             |                                  |
| 78     | Corry                |          |             |                                  |
| 118    | Kraus                | 1914     | Sleepboot   | Stoomvaart Mij. 'Nederland'      |
| 129    | Noord                | 1916     | Gen. cargo  | E.H. Vinke, Rotterdam            |
| 130    | Maria                | 1916     | Gen. cargo  | Holland Gulf Stoomvaart Mij.     |
| 135    | Johanna              | 1917     | Gen. cargo  | Jos de Poorter, Rotterdam        |
| 139    | Zaan                 | 1918     | Gen. cargo  | Houtvaart, Rotterdam             |
| 141    | Friesland            | 1920     | Sleepboot   | Bureau Wijsmuller, IJmuiden      |
| 142    | Brabant              | 1920     | Sleepboot   | Bureau Wijsmuller, IJmuiden      |
| 143    | Gelderland           | 1920     | Sleepboot   | Bureau Wijsmuller, IJmuiden      |
| 144    | Katwijk              | 1921     | Sleepboot   | Bureau Wijsmuller, IJmuiden      |
| 145    | Jacob van Heemskerk  | 1921     | Sleepboot   | Bureau Wijsmuller, IJmuiden      |
| 146    | Willem Barendsz      | 1921     | Sleepboot   | Bureau Wijsmuller, IJmuiden      |
| 147    | Straat Soenda        | 1922     | Gen. cargo  | Bureau Wijsmuller, IJmuiden      |
| 192    | Moerdijk             | 1928     | Veerboot    | Rijkswaterstaat                  |
| 204    | James 6              | 1928     | Onderlosser | Firma A.Baas te Sliedrecht       |
| 205    | James 7              | 1928     | Onderlosser | Firma A.Baas te Sliedrecht       |
| 218    | Brakzand             | 1929     | Veerboot    | Rijkswaterstaat                  |
| 236    | 2                    | 1930     | Sleepboot   | Stad Antwerpen                   |
| 264    | Stientje Mensinga    | 1949     | Coaster     | A.L. Oosterhuis, Delfzijl        |
| 273    | Volharding 5         | 1954     | Sleepboot   | Ver. Onafhankelijke Sleepdienst  |
| 274    | Volharding 8         | 1955     | Sleepboot   | Ver. Onafhankelijke Sleepdienst  |
| 275    | Independent IV       | 1955     | Sleepboot   | Ver. Onafhankelijke Sleepdienst  |
| 276    | Titan (3)            | 1955     | Sleepboot   | Bureau Wijsmuller, IJmuiden      |
| 278    | Volharding 9         | 1956     | Sleepboot   | Ver. Onafhankelijke Sleepdienst  |
| 279    | Friesland (3)        | 1957     | Sleepboot   | Bureau Wijsmuller, IJmuiden      |
| 280    | Volharding 11        | 1957     | Sleepboot   | Ver. Onafhankelijke Sleepdienst  |
| 281    | Independent I        | 1958     | Sleepbootm  | Ver. Onafhankelijke Sleepdienst  |
| 282    | Hector               | 1958     | Sleepboot   | Bureau Wijsmuller, IJmuiden      |
| 283    | Nestor               | 1958     | Sleepboot   | Bureau Wijsmuller, IJmuiden      |
| 284    | Volharding 6         | 1959     | Sleepboot   | Ver. Onafhankelijke Sleepdienst  |
| 288    | Independent II       | 1960     | Sleepboot   | Ver. Onafhankelijke Sleepdienst  |
| 289    | Arikok               | 1961     | Sleepboot   |                                  |
| 291    | Jacob van Heemskerck | 1962     | Sleepboot   | Bureau Wijsmuller, IJmuiden      |
| 298    | Independent VI       | 1963     | Sleepboot   | Ver. Onafhankelijke Sleepdienst  |
| 300    | Independent VII      | 1965     | Sleepboot   | Ver. Onafhankelijke Sleepdienst  |
| 304    | Volharding 12        | 1965     | Sleepboot   | Ver. Onafhankelijke Sleepdienst  |
| 331    | Temar I              | 1974     | Sleepboot   | Terminales Maracaibo             |
| 332    | Union One            | 1975     | Sleepboot   | Union de Remorquage et Sauvetage |
| 341    | Groenland            | 1977     | Sleepboot   | Willem Muller, Terneuzen         |
| 342    | Schotland            | 1978     | Sleepboot   | Willem Muller, Terneuzen         |
| 343    | IJsland              | 1978     | Sleepboot   | Willem Muller, Terneuzen         |
| 344    | Alamak               | 1978     | Gen. cargo  | Nigoco (RIT), Rotterdam          |
| 345    | Marleen              | 1979     | Koelschip   | Cool Trans/Primlaks, Rotterdam   |
| 346    | Emmely               | 1979     | Koelschip   | Cool Trans/Primlaks, Rotterdam   |
| 351    | Pacific Peeres       | 1980     | Koelschip   | Cool Trans/Primlaks, Rotterdam   |
| 356    | Smit Frankrijk       | 1981     | Sleepboot   | Smit Internationale, Rotterdam   |
| 366    | Nedfreezer           | 1983     | Koelschip   | Nedfreezer, Rotterd              |